# 秋田村
秋田村（あきたむら）は山梨県北巨摩郡にあった村。現在の北杜市中部、中央自動車道長坂インターチェンジの西側一帯にあたる。

## 歴史
- 1874年（明治7年）12月 - 巨摩郡夏秋村・大八田村が合併して秋田村となる。
- 1878年（明治11年）7月22日 - 郡区町村編制法の施行により、秋田村が北巨摩郡の所属となる。
- 1889年（明治22年）7月1日 - 町村制の施行により、秋田村が単独で自治体を形成。
- 1955年（昭和30年）1月20日 - 日野春村・清春村と合併して長坂町が発足。同日秋田村廃止。

## 交通

### 道路
現在は旧村域に中央自動車道の長坂高根バスストップ、長坂インターチェンジが所在するが、当時は未開通。